# Syndrome de Cronkhite-Canada
 Mise en garde médicale
Le syndrome de Cronkhite-Canada, décrit pour la première fois en 1955, est une manifestation médicale rare qui associe :
- polypose gastro-intestinale ;
- alopécie ;
- hyperpigmentation cutanée ;
- onychodystrophie.

Biologiquement : déficits multiples en protéines, fer, magnésium, calcium…
Son étiologie est inconnue.
Le pronostic est sombre bien que certaines régressions spontanées ou après traitement (alimentation entérale ou parentérale, correction des déficits...) aient pu être constatées.
Plusieurs centaines de cas ont été rapportés dans le monde, avec environ 75 % des cas au Japon. L'âge d'apparition est en moyenne 60 ans, avec le ratio hommes-femmes étant de 3:2. Avec un début relativement aiguë, il faut généralement de 3 mois à 1 an à partir de la date du diagnostic pour l'apparition des symptômes.